# Đoàn Bá
Đoàn Bá (23 tháng 12 năm 1938 – 21 tháng 8 năm 2016) là một đạo diễn, nghệ sĩ ưu tú người Việt Nam. Ông từng giữ chức vụ Giám đốc Nhà hát Cải lương Trần Hữu Trang.

## Tiểu sử
Đoàn Bá sinh ngày 22 tháng 12 năm 1938 tại Sóc Trăng. Ông có một tuổi thơ cơ cực, mồ côi mẹ khi mới 6 tuổi. Sau kháng chiến chống Pháp, ông tập kết ra Bắc và được đưa sang Liên Xô học về ngành sân khấu. Sau năm 1975, ông về công tác tại Nhà hát Cải lương Trần Hữu Trang và giữ chức vụ giám đốc.
Trong suốt sự nghiệp ông đã dựng khoảng 300 vở diễn, trong đó có các tác phẩm tiêu biểu như: “Rạng ngọc Côn Sơn”, “Nàng Xê-Đa”, “Hòn đảo thần Vệ Nữ”, “Thời con gái đã xa”, “Màu xanh mái tóc”…; về lãnh vực kịch nói, ông đã từng dàn dựng vở: “Mẹ yêu”, “Người trong cõi nhớ”, “Thời con gái đã xa”; kịch xiếc, có vở “Romeo và Juliet”.

## Qua đời
Đoàn Bá qua đời vào ngày 21 tháng 8 năm 2016, tại California, Hoa Kỳ sau một thời gian lâm bệnh nặng.